# Atypophthalmus (Atypophthalmus) emaceratus
Atypophthalmus (Atypophthalmus) emaceratus is een tweevleugelige uit de familie steltmuggen (Limoniidae). De soort komt voor in het Australaziatisch gebied.